# Генерал інженерних військ
Генера́́л інжене́рних військ (нім. General der Pioniere) — військове звання генеральського складу інженерних військ в Збройних силах Німеччини (Вермахт), яке умовно можливо порівняти військовому званню генерал-полковник. Це звання правильніше називати «генерал роду військ», тому що воно дорівнювалося до чинів:
- «генерал від інфантерії»,
- «генерал кавалерії»,
- «генерал артилерії»,
- «генерал танкових військ»,
- «генерал гірсько-піхотних військ»,
- «генерал парашутних військ»,
- «генерал авіації»,
- «генерал військ зв'язку» тощо.

Військове звання введено 1938. У військах СС відповідало звання обергрупенфюрер СС і генерал Ваффен-СС.

## Генерали інженерних військТретього Рейху
- Ервін Єнеке (1890—1960) (згодом генерал-полковник)
- Карл Закс (1886—1952/53) (помер в ГУЛАГі)
- Вальтер Кунтце (1883—1960)
- Рудольф Мюллер (1865—1945) (генерал запасу)
- Отто Тіманн (1890—1952)
- Отто-Вільгельм Ферстер (1885—1966)
- Альфред Якоб (1883—1963)